# Coarica
Coarica é um gênero de traça pertencente à família Arctiidae.